# العلاقات الألمانية التونسية
العلاقات الألمانية التونسية هي العلاقات الثنائية التي تجمع بين ألمانيا وتونس.
لدى ألمانيا سفارة في تونس، ولهذه الأخيرة سفارة في ألمانيا وقنصلية عامة في بون وقنصليات في هامبورغ وميونخ.

## مقارنة بين البلدين
هذه مقارنة عامة ومرجعية للدولتين:
| وجه المقارنة                                              | ألمانيا                                                                              | تونس                                       |
| --------------------------------------------------------- | ------------------------------------------------------------------------------------ | ------------------------------------------ |
| المساحة (كم2)                                             | 357.41 ألف                                                                           | 163.61 ألف                                 |
| عدد السكان (نسمة)                                         | 81.29 مليون                                                                          | 11.53 مليون                                |
| الكثافة السكانية (ن./كم²)                                 | 227.44                                                                               | 70.47                                      |
| العاصمة                                                   | بون، برلين                                                                           | تونس                                       |
| اللغة الرسمية                                             | اللغة الألمانية                                                                      | اللغة العربية                              |
| العملة                                                    | يورو، مارك ألماني                                                                    | دينار تونسي                                |
| الناتج المحلي الإجمالي (بليون دولار)                      | 3.68 تريليون                                                                         | 40.26 مليار                                |
| الناتج المحلي الإجمالي (تعادل القوة الشرائية) بليون دولار | 3.92 تريليون                                                                         | 129.05 مليار                               |
| الناتج المحلي الإجمالي الاسمي للفرد دولار أمريكي          | 41.31 ألف                                                                            | 3.87 ألف                                   |
| الناتج المحلي الإجمالي للفرد دولار أمريكي                 | 46.40 ألف                                                                            | 11.44 ألف                                  |
| مؤشر التنمية البشرية                                      | 0.926                                                                                | 0.721                                      |
| رمز المكالمات الدولي                                      | +49                                                                                  | +216                                       |
| رمز الإنترنت                                              | .de                                                                                  | .tn                                        |
| المنطقة الزمنية                                           | توقيت وسط أوروبا، ت ع م+01:00، ت ع م+02:00، توقيت أوروبا الوسطى المعياري (ت غ م +1) ‏ | ت ع م+01:00، توقيت وسط أوروبا، ت ع م+02:00 |

## مدن متوأمة
في ما يلي قائمة باتفاقيات التوأمة بين مدن ألمانية وتونسية:
- ترتبط شتوتغارت مع منزل بورقيبة باتفاقية توأمة منذ 1962.[24][25][26][27]
- ترتبط براونشفايغ مع سوسة باتفاقية توأمة منذ 1988.[28][28][28][28]
- ترتبط مونستر مع المنستير باتفاقية توأمة.
- ترتبط ماربورغ مع صفاقس باتفاقية توأمة.
- ترتبط كولونيا مع تونس باتفاقية توأمة منذ 29 مايو 1963.
- ترتبط فوبرتال مع طبرقة باتفاقية توأمة منذ 17 فبراير 1964.

## منظمات دولية مشتركة
يشترك البلدان في عضوية مجموعة من المنظمات الدولية، منها:
| علم المنظمة | اسم المنظمة                                                | تاريخ انضمام ألمانيا | تاريخ انضمام تونس                                      |
| ----------- | ---------------------------------------------------------- | -------------------- | ------------------------------------------------------ |
|             | مؤسسة التمويل الدولية                                      | 20 يوليو 1956        | 25 يوليو 1962                                          |
|             | يونسكو                                                     | 11 يوليو 1951        | 8 نوفمبر 1956                                          |
|             | الوكالة الدولية للطاقة الذرية                              | 1 أكتوبر 1957        | 1957                                                   |
|             | العملية المشتركة للاتحاد الأفريقي والأمم المتحدة في دارفور | ?                    | ?                                                      |
|             | المنظمة البحرية الدولية                                    | 7 يناير 1959         | 1963                                                   |
|             | مؤسسة التنمية الدولية                                      | 24 سبتمبر 1960       | 30 ديسمبر 1960                                         |
|             | صندوق النقد الدولي                                         | 1952                 | ?                                                      |
|             | المركز الدولي لتسوية المنازعات الاستشارية                  | 18 مايو 1969         | 14 أكتوبر 1966                                         |
|             | منظمة السياحة العالمية                                     | 1976                 | 1975                                                   |
|             | وكالة ضمان الاستثمار متعدد الأطراف                         | 12 أبريل 1988        | 7 يونيو 1988                                           |
|             | منظمة حظر الأسلحة الكيميائية                               | 29 أبريل 1997        | ?                                                      |
|             | البنك الإفريقي للتنمية                                     | ?                    | ?                                                      |
|             | الاتحاد الدولي للاتصالات                                   | 1866                 | 14 ديسمبر 1956                                         |
|             | الأمم المتحدة                                              | 18 سبتمبر 1973       | 12 نوفمبر 1956                                         |
|             | منظمة الطيران المدني الدولي                                | 1956                 | ?                                                      |
|             | المنظمة العالمية للملكية الفكرية                           | 19 سبتمبر 1970       | ?نسخة محفوظة 12 مارس 2019 على موقع واي باك مشين.</ref> |
|             | منظمة الشرطة الجنائية الدولية                              | ?                    | ?                                                      |
|             | البنك الدولي للإنشاء والتعمير                              | 14 أغسطس 1952        | 14 أبريل 1958                                          |
|             | الفريق المعني برصد الأرض                                   | ?                    | ?                                                      |
|             | الاتحاد البريدي العالمي                                    | 1 يوليو 1875         | ?                                                      |
|             | منظمة التجارة العالمية                                     | ?                    | ?                                                      |
|             | المنظمة الهيدروغرافية الدولية                              | ?                    | ?                                                      |

## أعلام
هذه قائمة لبعض الشخصيات التي تربطها علاقات بالبلدين:
- الباجي قائد السبسي (سياسي تونسي، 26 نوفمبر 1926 – )
- إلياس مبارك (29 مايو 1982[61] – )
- بوشيدو (28 سبتمبر 1978[62][63] – )
- جيريمي دودزياك (لاعب كرة قدم ألماني، 28 أغسطس 1995[64] – )
- ديلان برون (لاعب كرة قدم تونسي دولي، 19 يونيو 1995[65] – )
- راني خضيرة (لاعب كرة قدم ألماني، 27 يناير 1994[66] – )
- سامي العلاقي (لاعب كرة قدم تونسي، 28 مايو 1986 – )
- سامي خضيرة (لاعب كرة قدم ألماني، 4 أبريل 1987[67] – )
- سفيان شاهد (لاعب كرة قدم تونسي، 18 أبريل 1983[68] – )
- عادل طويل (15 أغسطس 1978[69][70] – )
- فتحي المرداسي (سياسي من تونس، 11 ديسمبر 1945 – )
- منير شفتر (لاعب كرة قدم ألماني، 29 يناير 1986[71] – )
- نجميدن داجهفوس (لاعب كرة قدم ألماني، 1 أكتوبر 1986 – )

## وصلات خارجية
- موقع وزارة الخارجية الألمانية